# 哈塔伊国
哈塔伊国（土耳其語：Hatay Devleti），非正式名称为哈塔伊共和国（羅馬化：Jumhūriyyat Ḥaṭāy），是一个过渡性政治实体，存在于1938年9月7日至1939年6月29日。位于法属叙利亚的北部。 该州于1939年7月7日从法律上转变为土耳其的哈塔伊省，事实上于1939年7月23日加入土耳其。